# Blason de Saint-Leu-la-Forêt
Le blason de Saint-Leu-la-Forêt est le blason historique de la ville française de Saint-Leu-la-Forêt.

## Description
Les armes de Saint-Leu-la-Forêt se blasonnent ainsi : D'or à la croix de gueules cantonnée de seize alérions d'azur ordonnés 2 et 2, au franc-canton d'hermine.

## Signification

### Les Montmorency
Le blason de Saint-Leu reprend les armoiries des Montmorency, famille régnant sur la ville auparavant.
La légende rapporte qu'en souvenir de la bataille de Bouvines en 1214 où Mathieu II de Montmorency, connétable de France, enleva douze enseignes à l'armée impériale conduite par l'empereur Othon IV, il ajouta douze alérions aux quatre qui composaient ses armes. Ce haut fait d'armes explique les armes des Montmorency, qui portent « d'or, à la croix de gueules, cantonnée de seize alérions d'azur ».